# Paul Hertzberg
Paul Hertzberg (* 1990 in Hamburg) ist ein deutscher Journalist und Buchautor.

## Leben
Paul Hertzberg besuchte das Goethe-Gymnasium in Hamburg. Nach seinem Abitur unternahm er zwei Jahre lang Reisen, unter anderem nach Westafrika und war in verschiedenen Gelegenheitsjobs beschäftigt. Anschließend begann er in Berlin seine Karriere als Journalist als Lokalreporter bei der Berliner Morgenpost. 2016 zog er nach München, wo er an der Deutschen Journalistenschule zum Redakteur ausgebildet wurde. Dort war er Stipendiat des Bayerischen Journalistenverbands.
Anschließend arbeitete Paul Hertzberg als freier Autor aus dem In- und Ausland, unter anderem für den Spiegel, das Onlinemagazin VICE und das Reportagen Magazin. Seit 2019 berichtet er vor allem aus dem Ausland, zum großen Teil aus Afrika, häufig gemeinsam mit der Journalistin Sophia Bogner. Für seine Porträts und Reportagen wurde Paul Hertzberg mehrfach ausgezeichnet, unter anderem mit dem Helmut-Schmidt-Journalistenpreis, dem Österreichischen Zeitschriftenpreis und dem Ludwig Erhard Förderpreis für Wirtschaftspublizistik.
Im Oktober 2022 erschien sein erstes Buch bei den Ullstein Verlagen in Berlin: Jenseits von Europa.
Aufgrund seiner Erfahrung als Korrespondent gilt Paul Hertzberg als Experte für die Wirtschaft und Politik Afrikas. Er wird häufig von Zeitungen interviewt, spricht in Podcasts, oder als Speaker auf Veranstaltungen.
2022 führten die Branchenmagazine Medium Magazin und Wirtschaftsjournalist:in Paul Hertzberg auf ihrer Liste der wichtigsten Wirtschaftsjournalisten des Jahres.

## Auszeichnungen (Auswahl)
- 2020: Deutscher Journalistenpreis[13]
- 2021: Medienpreis der deutschen Lungenstiftung
- 2022: Helmut-Schmidt-Journalistenpreis[14]
- 2022: Österreichischer Zeitschriftenpreis[15]
- 2022: Ludwig Erhard Förderpreis für Wirtschaftspublizistik[16]

## Bücher und Veröffentlichungen
- Jenseits von Europa, Econ, Ullstein Verlage, Berlin, 2022, ISBN 978-3-430-21056-0
- The African Dream, (Englisch), Konrad-Adenauer-Stiftung, Berlin, 2022[17]
- Unternehmertum in Afrika, Serie in brand eins, Hamburg, 2019 bis 2022[18]